# 马扎诺沃区
马扎诺沃区（俄语：Мазановский район）是俄罗斯联邦阿穆尔州下辖的一个区，其行政中心为新基辅斯基乌瓦尔。据2016年统计，该区的人口为13502人。